# الله ليس ميتا: ضوء في الظلمة (فلم)
الله ليس ميتا: ضوء في الظلمة (بالإنجليزية: God's Not Dead: A Light in Darkness) هو فيلم دراما تم إنتاجه في الولايات المتحدة و صدر سنة 2018 بطولة دايفيد وايت وشاين هاربر, وهو الجزء الثالث من سلسلة أفلام «الله ليس ميتا».

## ملخص القصة
يحاول القس ديف التعامل مع التراجيديا التي حلت بكنيسته الواقعة داخل بقعة خاصة بإحدى الجامعات المحلية بعد احتراقها.

## الميزانية والإيرادات
حقق الفيلم أرباح تقدر بـ 7.5 مليون دولار.

## وصلات خارجية
الله ليس ميتا: ضوء في الظلمة على موقع IMDb (الإنجليزية)
- الله ليس ميتا: ضوء في الظلمة على موقع روتن توميتوز (الإنجليزية)
- الله ليس ميتا: ضوء في الظلمة على موقع نتفليكس (الإنجليزية)
- الله ليس ميتا: ضوء في الظلمة على موقع ألو سيني (الفرنسية)
- الله ليس ميتا: ضوء في الظلمة على موقع بوكس أوفيس موجو (الإنجليزية)
- الله ليس ميتا: ضوء في الظلمة على موقع فيلمافينيتي (الإسبانية)
- الله ليس ميتا: ضوء في الظلمة على موقع قاعدة بيانات الفيلم (الإنجليزية)
- الله ليس ميتا: ضوء في الظلمة على موقع ليتربوكسد (الإنجليزية)
- الله ليس ميتا: ضوء في الظلمة على موقع كينوبويسك (الروسية)

لا توجد روابط لمواقع التواصل الاجتماعي.